# 레이철 바이스
레이철 바이스(영어: Rachel Weisz, IPA: [ˈvaɪs], 1970년 3월 7일 ~ )는 영국의 배우이다. 그는 할리우드 영화 《미이라》와 《미이라 2》에서 〈이블린 "이비" 카나핸오코널〉의 연기 후 폭넓은 대중적 인식을 얻었다. 2001년 그는 히트작품《어바웃 어 보이》에서 휴 그랜트 상대역을 했으며 할리우드 프로덕션들에서 주연을 지속했다. 2005년 영화 《콘스탄트 가드너》에서 그의 연기는 그를 다른 주요한 영화상과 함께, 아카데미 여우조연상을 수상했다.

## 젊은 시절과 배경
영국, 웨스트민스터에서 태어나 햄스테드 가든 시외에서 자랐다. 그의 어머니 에디스 루스는 심리요법가로 전향했던 비엔나 태생의 오스트리아 교사이다. 그의 아버지 조지 바이스는 헝가리 태생의 엔지니어(mechanical engineer)이며 아버지의 가족은 나치 학대를 벗어나기 위해 영국으로 이주하였다. 바이스의 아버지는 아슈케나짐이며 그의 어머니는 로마 가톨릭 신자로 유대인, 유대인 선조를 가지고 있으며, 일부 이탈리아인 가계인것으로 언급된다. 바이스는 이성적인 유대인 가족에서 부양되었으며 스스로를 유대인으로서 언급한다. 바이스는 예술가인 자매 미니 바이스가 있다.
바이스는 사립 노스 런던 칼리지에이트 스쿨에서 교육을 받았다. 그는 후에 사립기숙학교 베넨덴 스쿨을 거쳐 그 후 사립 세인트 폴스 여학교에 입학해 졸업했다. 그는 케임브리지대학교 트리니티홀 칼리지에 입학해 2:1 우수 성적으로 졸업했다. 그의 케임브리지대학 시절 동안 그는 다양한 학생 프로덕션에 출연했으며 드라마 그룹 "Cambridge Talking Tongues"를 공동 설립하여 《Slight Possession》이라 불리는 즉석에서 하는 단편을 위한 《Edinburgh Fringe》에서 《Guardian student Drama Award》를 수상하였다.

## 출연작 목록

### 영화
| 연도 | 제목                      | 원제                                                | 배역               | 비고        |
| ---- | ------------------------- | --------------------------------------------------- | ------------------ | ----------- |
| 1996 | 체인 리액션               | Chain Reaction                                      | 릴리 싱클레어      |             |
| 1996 | 데미지 2: 미녀 훔치기     | Stealing Beauty                                     | 미란다 폭스        |             |
| 1997 | 벤트                      | Bent                                                | 매춘부             |             |
| 1997 | 다크니스                  | Going All the Way                                   | 마티 필처          |             |
| 1997 | 너의 폭풍 속으로          | Swept from the Sea                                  | 에이미 포스터      |             |
| 1997 | 광끼                      | I Want You                                          | 헬렌               |             |
| 1998 |                           | My Summer with Des                                  | 로지               |             |
| 1998 | 랜드 걸즈                 | The Land Girls                                      | 아가판토스         |             |
| 1999 | 미이라                    | The Mummy                                           | 에벌린 카너핸      |             |
| 1999 | 드림 하우스               | Sunshine                                            | 그레타             |             |
| 1999 | 튜브 테일                 | Tube Tales                                          | 앤절라             |             |
| 2000 | 뷰티풀 크리쳐             | Beautiful Creatures                                 | 페툴라             |             |
| 2001 | 에너미 앳 더 게이트       | Enemy at the Gates                                  | 타니야 체르노바    |             |
| 2001 | 미이라 2                  | The Mummy Returns                                   | 에벌린 카너핸      |             |
| 2002 | 어바웃 어 보이            | About a Boy                                         | 레이첼             |             |
| 2003 | 컨피던스                  | Confidence                                          | 릴리               |             |
| 2003 | 사물의 모양               | The Shape of Things                                 | 이블린 앤 톰슨     |             |
| 2003 | 런어웨이                  | Runaway Jury                                        | 말리               |             |
| 2004 | 엔비                      | Envy                                                | 데비 딩먼          |             |
| 2005 | 콘스탄틴                  | Constantine                                         | 도드슨 자매 / 마몬 |             |
| 2005 | 콘스탄트 가드너           | The Constant Gardener                               | 테사 퀘일          |             |
| 2006 | 천년을 흐르는 사랑        | The Fountain                                        | 이저벨 크리오      |             |
| 2006 | 에라곤                    | Eragon                                              | 사피라             | 목소리 출연 |
| 2007 | 산타는 괴로워             | Fred Claus                                          | 완다               |             |
| 2007 | 마이 블루베리 나이츠      | My Blueberry Nights                                 | 스티븐 제이컵스    |             |
| 2008 | 나의 특별한 사랑이야기    | Definitely, Maybe                                   | 서머 하틀리        |             |
| 2008 | 블룸형제 사기단           | The Brothers Bloom                                  | 퍼넬러피           |             |
| 2009 | 러블리 본즈               | The Lovely Bones                                    | 애비게일 새먼      |             |
| 2009 | 아고라                    | Agora                                               | 히파티아           |             |
| 2010 | 내부고발자                | The Whistleblower                                   | 캐스린 볼커백      |             |
| 2011 | 360                       | 360                                                 | 로즈               |             |
| 2011 | 드림 하우스               | Dream House                                         | 리비 애튼턴        |             |
| 2011 | 딥 블루 씨                | The Deep Blue Sea                                   | 헤스터 콜리어      |             |
| 2012 | 본 레거시                 | The Bourne Legacy                                   | 마타 시어링        |             |
| 2013 | 오즈 그레이트 앤드 파워풀 | Oz the Great and Powerful                           | 에바노라           |             |
| 2014 | 모스트 바이어런트         | Whitey: United States of America v. James J. Bulger | 본인               | 다큐멘터리  |
| 2015 | 더 랍스터                 | The Lobster                                         | 근시 여인          |             |
| 2015 | 유스                      | Youth                                               | 리나 밸린저        |             |
| 2016 | 컴플리트 언노운           | Complete Unknown                                    | 앨리스 매닝        |             |
| 2016 | 파도가 지나간 자리        | The Light Between Oceans                            | 해나 로언펠트      |             |
| 2016 | 나는 부정한다             | Denial                                              | 데버라 립스탯      |             |
| 2017 | 나의 사촌 레이첼          | My Cousin Rachel                                    | 레이첼 애슐리      |             |
| 2017 | 디서비디언스              | Disobedience                                        | 로니트 크루슈카    |             |
| 2017 | 더 머시                   | The Mercy                                           | 클레어 크로허스트  |             |
| 2019 | 더 페이버릿: 여왕의 여자  | The Favourite                                       | 세라 처칠          |             |
| 2021 | 블랙 위도우               | Black Widow                                         | 멜리나 보스토코프  |             |
| 2025 | 썬더볼츠*                 | Thunderbolts*                                       | 멜리나 보스토코프  |             |

### 텔레비전 드라마
| 연도 | 제목          | 원제              | 배역            | 비고                                                 |
| ---- | ------------- | ----------------- | --------------- | ---------------------------------------------------- |
| 1993 | 모스 경감     | Inspector Morse   | 애러벨라 베이던 | "Twilight of the Gods" 에피소드                      |
| 1993 | 트로피컬 히트 | Tropical Heat     | 조이            | "His Pal Joey" 에피소드                              |
| 1993 |               | Scarlet and Black | 마틸드          | 미니시리즈                                           |
| 1994 |               | Screen Two        | 베카            | "Dirtysomething" 에피소드                            |
| 2010 | 심슨 가족     | The Simpsons      | 닥터 서먼드     | "How Munched Is That Birdie in the Window?" 에피소드 |

### 예능
| 연도 | 제목                          | 원제           | 배역   | 비고 |
| ---- | ----------------------------- | -------------- | ------ | ---- |
| 1996 | 더 데일리 쇼 위드 존 스튜어트 | The Daily Show | 게스트 |      |